# سماق بدبو
سُماق بدبو (نام علمی: Rhus trilobata) نام یک گونه از سرده سماق است.